# Mit Regenschirmen fliegen
Mit Regenschirmen fliegen ist ein deutscher Fernsehfilm der Frühling-Filmreihe von Thomas Kronthaler, der am 31. Januar 2021 erstmals im ZDF ausgestrahlt wurde.
Der Film erzählt die Geschichte der Dorfhelferin Katja Baumann, gespielt von Simone Thomalla, die Familien in Notsituationen zur Seite steht und gleichzeitig versucht, Frühling in die Herzen der Menschen zu tragen. Es ist der 28. Film einer Reihe, in deren Mittelpunkt die Menschen des Ortes mit Namen Frühling stehen.
Christoph M. Ohrt und Kristo Ferkic sind als Vater-Sohn-Gespann Jan und Adrian Steinmann besetzt und Aniya Wendel als Nora Kleinke. Johannes Herrschmann ist in seiner wiederkehrenden Rolle als Pfarrer Sonnleitner, Caroline Ebner als Ärztin Dr. Schneiderhahn sowie Julia Beautx als Lilly Engel zu sehen. Die Haupt-Gaststars dieser Folge sind Nele Richter, Sophie Rogall und Daniel Gawlowski.

## Handlung
Sonja und Hubert Stahlgruber leben mit ihren beiden achtjährigen Kindern auf einem Bauernhof und betreiben dort eine Fischzucht. Während Nicki der Stolz der Familie ist, hat seine Zwillingsschwester Mathilda anscheinend nur Unsinn im Kopf. Auch in der Schule ist sie auffällig, weil sie sich stets mit anderen Dingen beschäftigt, als sie soll. Nach ihrem letzten Streich bekommt sie Hausarrest. Weil ihr da schnell langweilig wird, beweist sie ihrem Bruder, dass man mit einem Regenschirmen fliegen könne. Dass Mathilda ihn austrickst, merkt Nicki nicht, und will seiner Schwester nacheifern. Und so springt er mit dem Schirm in den Händen aus einem Fenster im Obergeschoss des elterlichen Hauses in die Tiefe. Das geht natürlich schief und der Junge muss mit lebensgefährlichen Verletzungen ins Krankenhaus eingeliefert werden. Dorfhelferin Katja Baumann wird gerufen, damit sie sich um Mathilda kümmert, solange die Eltern in der Klinik sind. Katja wird bald klar, dass Mathilda keineswegs anderen nur Streiche spielen will, sondern im Grunde hochintelligent und dadurch sehr verunsichert ist, da ihre Umwelt sie falsch einschätzt. Nach Ansicht ihres Vaters sollte Mathilda nicht so viel malen, sondern lieber richtig lesen und schreiben lernen. Von einer angeblichen Hochbegabung wollen die Eltern zunächst nichts hören, lassen dann aber doch einen Test machen, der einen IQ von 130 ergibt. Mathilda ist stolz, dass sie nun endlich von ihrem Vater genauso anerkannt wird wie ihr Bruder und bald auf eine Schule gehen darf, in der sie auf Kinder trifft, die so sind wie sie.
Nicht nur beruflich hat Katja viel zu tun. Auch ihr guter Freund Jan, mit dem sie unter einem Dach wohnt, macht ihr zu schaffen, weil er es nicht fertig bringt, seinem Sohn Adrian von seiner Krebserkrankung zu erzählen. Adrian wiederum ist in Liebesdingen zwiegespalten. Eigentlich will er mit Lilly zusammen sein, aber seine Exfreundin Nora ist noch immer im Krankenhaus und ihre Genesung schreitet kaum voran. Er möchte ihr in ihrer Notlage beistehen, auch wenn er dafür persönlich zurückstecken muss. Nora genießt es in gewisser Weise, dass sich alle um sie kümmern, ganz besonders natürlich Adrian. Als klar wird, dass es keinen medizinischen Grund gibt, warum Nora noch immer nicht wieder laufen kann, muss sie sich dem stellen. Großmütig gibt sie Adrian frei, ist aber insgeheim weiterhin neidisch auf Lilly.

## Produktionsnotizen
Die Episode wurde vom ZDF in Zusammenarbeit mit „Seven Dogs Filmproduktion“ und UFA Fiction produziert und im Rahmen der ZDF-„Herzkino“-Reihe und als 28. Folge der Frühling-Filmreihe ausgestrahlt. Die Dreharbeiten erfolgten vom 30. Juni bis zum 24. September 2020 in der Gemeinde Hausham. Einer der Hauptdrehorte ist das „Cafe Huber“ in Bayrischzell, ein weiterer die Kurklinik in Thiersee sowie der See selbst.

## Rezeption

### Einschaltquote
Bei der Erstausstrahlung am 31. Januar 2021 wurde Mit Regenschirmen fliegen in Deutschland von 5,77 Millionen Zuschauern gesehen, was einem Marktanteil von 16,2 Prozent entsprach.

### Kritik
Für prisma.de wertete Hans Czerny: „Dass die Dorfhelferin im fiktiven Dorf Frühling zwar auch Traktor fährt und Kühe melken kann, aber sich ihre eigentlichen Meriten doch eher als Sozialarbeiterin und Therapeutin bei allerlei familiären Nöten verdient, täuscht nicht darüber hinweg, dass die Welt in Frühling, wenn schon nicht ganz heil, so doch immerhin eine Idylle ist.“ „Wie gut, dass da Katja, die Dorfhelferin, mit viel Instinkt und Geduld beweisen kann, dass sich in Wirklichkeit doch alles ganz anders verhält. – Das alleine und für sich genommen, wäre schon ein schöner Heimatfilm.“
Die Kritiker der Fernsehzeitschrift TV Spielfilm befanden: „Thomalla hemdsärmelig, die Story gut abgehangen.“